# Zevenheuvelenloop 1994
De Zevenheuvelenloop 1994 vond plaats op 20 november 1994 in Nijmegen. Het was de elfde editie van deze loop over 15 km.
De wedstrijd bij de mannen werd met een ruime voorsprong gewonnen door de Ethiopiër Haile Gebrselassie in 43.00. Naast een startpremie won hij twee premies van elk 777 gulden. De eerste voor een tussensprint bij 7 km en de laatste voor een verbetering van het parcoursrecord (34 seconden sneller). Na afloop meldde hij "Ik kende Nederland als volkomen vlak land. Ik wist niet dat jullie ook nog heuvels hadden. Het was een fijn parcours, goed weer, alleen wat wind en ik had sterke tegenstand. Als loper kan je niet meer wensen."
Bij de vrouwen wist de Schotse Liz McColgan de eindstrijd te winnen. De Schotse werd op het laatste moment vastgelegd voor deze wedstrijd. Na 13 km sloeg zij een beslissend gaatje met de Keniaanse Joyce Chepchumba.
In totaal schreven er 7183 deelnemers, in waarvan er 6662 finishten.

## Uitslagen

### Mannen
| rang   | naam                   | land | tijd  |
| ------ | ---------------------- | ---- | ----- |
| Goud   | Haile Gebrselassie     | ETH  | 43.00 |
| Zilver | Simon Lopuyet          | KEN  | 43.21 |
| Brons  | Addis Abebe            | ETH  | 43.49 |
| 4      | Vincent Rousseau       | BEL  | 43.53 |
| 5      | Aiduna Aitnafa         | ETH  | 43.59 |
| 6      | Tonnie Dirks           | NED  | 44.04 |
| 7      | John Vermeule          | NED  | 44.58 |
| 8      | Mauricio Gonzalez      | MEX  | 45.21 |
| 9      | Aart Stigter           | NED  | 45.38 |
| 10     | Armand van der Smissen | NED  | 45.40 |
| 11     | Soulman Nakedi         | RSA  | 45.52 |
| 12     | Berthold Berger        | NED  | 45.56 |
| 13     | Marti ten Kate         | NED  | 45.59 |
| 14     | Peter Visser           | NED  | 46.04 |
| 15     | Mohammed Baket         | PLE  | 46.08 |
| 16     | Jos Sasse              | NED  | 46.16 |
| 17     | Ronald Schut           | NED  | 46.18 |
| 18     | Kipsubei Kosgei        | KEN  | 46.21 |
| 19     | Michel de Maat         | NED  | 46.26 |
| 20     | Dennis Klasen          | NED  | 46.30 |
| 21     | Peter van der Velden   | NED  | 46.34 |
| 22     | Henk Raassens          | NED  | 46.37 |
| 23     | Edo Baart              | NED  | 46.38 |
| 24     | Hub Kurvers            | NED  | 46.43 |
| 25     | Steve Kogo             | KEN  | 46.51 |

### Vrouwen
| rang   | naam                  | land | tijd  |
| ------ | --------------------- | ---- | ----- |
| Goud   | Liz McColgan          | SCO  | 49.57 |
| Zilver | Joyce Chepchumba      | KEN  | 50.13 |
| Brons  | Linda Milo            | BEL  | 51.03 |
| 4      | Christien Toonstra    | NED  | 51.11 |
| 5      | Gabrielle Vijverberg  | NED  | 51.22 |
| 6      | Simona Staicu         | ROU  | 51.34 |
| 7      | Natalya Sorokivaskaya | KAZ  | 51.50 |
| 8      | Carla Beurskens       | NED  | 52.07 |
| 9      | Elly van Hulst        | NED  | 52.54 |
| 10     | Yeshy Gebreselasie    | ETH  | 52.59 |
| 11     | Joke Kleijweg         | NED  | 53.25 |
| 12     | Daisy Hombergen       | NED  | 53.47 |
| 13     | Wilma van Onna        | NED  | 53.48 |
| 14     | Mieke Hombergen       | NED  | 53.58 |
| 15     | Marjan Freriks        | NED  | 54.36 |
| 16     | Erika Souverein       | NED  | 55.17 |
| 17     | Monique Seffinga      | NED  | 55.49 |
| 18     | Bianca Paus           | NED  | 55.49 |
| 19     | Vivian Ruijters       | NED  | 56.30 |
| 20     | Jenny Commandeur      | NED  | 57.38 |

1984 ·
1985 ·
1986 ·
1987 ·
1988 ·
1989 ·
1990 ·
1991 ·
1992 ·
1993 ·
1994 ·
1995 ·
1996 ·
1997 ·
1998 ·
1999 ·
2000 ·
2001 ·
2002 ·
2003 ·
2004 ·
2005 ·
2006 ·
2007 ·
2008 ·
2009 ·
2010 ·
2011 ·
2012 ·
2013 ·
2014 ·
2015 ·
2016 ·
2017 ·
2018 ·
2019 ·
2022